# Gheorghe Asachi
Gheorghe Asachi, né le 1er mars 1788 à Hertsa (principauté de Moldavie, aujourd'hui en Ukraine) et mort le 12 novembre 1869, est une figure de la renaissance culturelle roumaine, poète, romancier, dramaturge, journaliste, pédagogue et traducteur roumain d'origine moldave. Il est le mari de la compositrice, pianiste et chanteuse Elena Asachi.

## Biographie

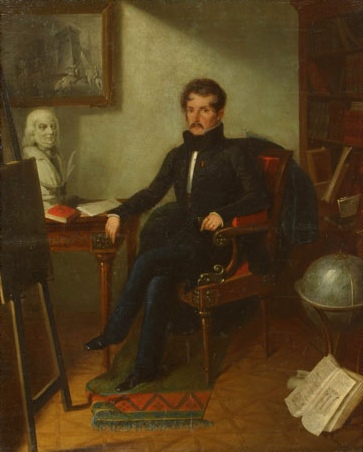
Gheorghe Asachi jeune.

Gheorghe Asachi fait ses études à Lemberg (1796-1804) (Lviv), en Galicie en Autriche-Hongrie (devenue l'Ukraine, en 1918). Après avoir obtenu un doctorat en philosophie et un diplôme d'ingénieur et d'architecte, Gheorghe Asachi retourne à Iasi en 1805 et met en pratique ses connaissances architecturales.
De 1805 à 1808 Gheorghe fait ses études à l'université de Vienne et s'inscrit à la Sorbonne.
En août 1808, Gheorghe Asachi étudie à Rome l'archéologie et l'épigraphie et écrit ses premiers essais poétiques. Il est élu membre extraordinaire de la Société littéraire de Rome. 
En août 1812, Gheorghe Asachi retourne dans son pays. Il connait plusieurs langues : le polonais, le russe, le latin, l'allemand, l'italien, le français et l'anglais.

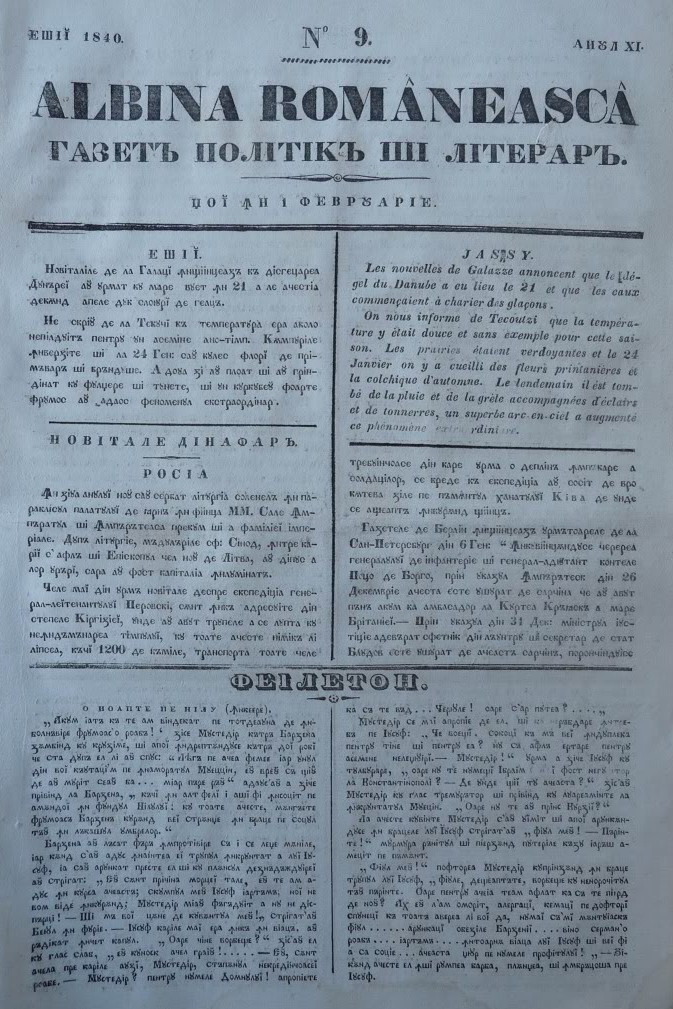
Albina Românească.

En 1816, il organise les premières représentations théâtrales en langue roumaine en Moldavie.
En 1829, il publie le premier journal en langue roumaine de Moldavie Albina Românească qui présente des articles en français, en grec et en russe.
En 1835, il crée l'Academia Mihăileană à Iași et obtient l'appui du Prince Mihail Sturdza. L'académie prend alors le prénom du prince (Mihail/Mihăileană), et sera inaugurée par le prince le 6 juin 1835.
Personnalité complexe, guide et animateur de la vie artistique et culturelle, organisateur national des écoles en Moldavie, il est l'un des initiateurs de l'enseignement de la peinture roumaine et de l'éducation artistique dans les écoles moldaves.
Gheorghe Asachi est l'un des fondateurs du roman historique roumain. Il a collaboré à de nombreux magazines littéraires.

## Postérité
En 1912, Elena Bacaloglu écrit un livre sur sa relation avec sa muse, Bianca Milesi,,.